# Czartówiec
Czartówiec – kolonia w Polsce, w województwie kujawsko-pomorskim, w powiecie brodnickim, w gminie Bobrowo.
Wchodzi w skład sołectwa Małki.
Do 2023 miejscowość była przysiółkiem wsi Małki.
W latach 1975–1998 przysiółek administracyjnie należał do województwa toruńskiego.